# روزلين براون
روزلين براون (بالإنجليزية: Rosellen Brown)‏‏ (12 مايو 1939 في فيلادلفيا - )؛ روائية، وشاعرة، وكاتِبة، ومُدرسة من الولايات المتحدة.

## الجوائز
- زمالة غوغنهايم[7]
- جائزة جانيت هايدنجر كافكا [الإنجليزية]‏[8]

## روابط خارجية
- روزلين براون على موقع ميوزك برينز (الإنجليزية)
- روزلين براون على موقع إن إن دي بي (الإنجليزية)